# Helmut Krausnick
Helmut Krausnick (1905–1990) fue un historiador y escritor alemán. De 1959 a 1972, fue director del Instituto de Historia Contemporánea, un instituto de investigación líder en Alemania sobre la historia del nacionalsocialismo.
Krausnick fue coautor de Tropas de una cruzada ideológica (1981), sobre el asesinato masivo de judíos en los territorios ocupados de la Unión Soviética por los Einsatzgruppen, que fue considerado un hito en el estudio del Holocausto. También fue una de las primeras publicaciones que desafió el mito de la Wehrmacht inocente.

## Educación y carrera
Helmut Krausnick nació en Wenden, actualmente en el distrito de Brunswick, en 1905, y creció en Bad Harzburg en una familia de clase media. Estudió Historia y Ciencias Políticas en la Universidad de Breslavia. En 1932 Krausnick se unió al Partido Nazi. Continuó sus estudios en la Universidad de Heidelberg y en la Universidad Humboldt de Berlín, donde obtuvo su doctorado en 1938. Posteriormente, Krausnick trabajó en los Archivos Nacionales; en 1940 se trasladó al Archivo de la Comisión de Asuntos Exteriores. De septiembre de 1944 a mayo de 1945 sirvió en la Wehrmacht.
En 1951 Krausnick trabajó en el Instituto de Historia Contemporánea de Múnich, dirigido por Hermann Mau. Cuando Hermann Mau falleció en 1952, Jrausnick completó la obra de Mau Historia alemana. 1933-1945: una evaluación por historiadores alemanes, que fue publicada en 1956 y se tradujo a muchos idiomas. En 1959 Krausnick fue designado director del instituto, permaneciendo en el cargo hasta su jubilación, en 1972. En 1968 fue designado profesor honorario de Historia Contemporánea en la Universidad de Múnich. Krausnick fue considerado experto jurídico en juicios nazis. En 1980 fue premiado con la Orden del Mérito de la República Federal de Alemania. Krausnick murió en 1990 en Stuttgart.

## Tropas de una cruzada ideológica
Krausnick fue coautor de Tropas de una cruzada ideológica ("Die Truppe des Weltanschauungskrieges") en 1981. Es una obra sobre los asesinatos en masa de judíos en territorios ocupados de la Unión Soviética por las unidades Einsatzgruppen. Las investigaciones completadas por los autores muestran que los líderes de los Einsatzgruppen eran sobre todo policías de carrera, con algunos títulos en derecho, e hijos de alemanes de clase media-alta, que compensaban su fracaso en sus estudios o en sus carreras uniéndose a las SS. Antes de 1933, muchos habían sido soldados de asalto de la Sturmabteilung.
El libro traza los comienzos de los Einsatzgruppen durante la Anexión de Austria (la Anschluss) en 1938 y durante la invasión de Polonia en septiembre de 1939, donde se dedicaron a la persecución de clérigos, intelectuales, nobles polacos y judíos. La invasión de la Unión Soviética (la Operación Barbarroja) trajo consigo el asesinato genocida de judíos y de otros civiles en los territorios ocupados por los escuadrones de la muerte Einsatzgruppen. Al hacer la reseña del libro para El periódico de la Historia Moderna, el politólogo Peter H. Merkl lo definió como una "lectura completamente absorbente, aunque espeluznante, para no especialistas y que confirma sistemáticamente a los historiadores especialistas en el área".
El libro está considerado un hito en los estudios del Holocausto. El historiador Peter Longerich describe el trabajo como un "estudio académico para seminarios", que hace de Krausnick una figura destacada en el debate sobre el Holocausto de "funcionalismo versus intencionalismo".  Krausnick era un "intencionalista" que propuso que Hitler decidió matar a los judíos europeos en la primavera de 1941, cuando tuvo lugar la Operación Barbarroja.

## Mito de la Wehrmacht inocente
Krausnick investigó sobre la Orden de los Comisarios y otras órdenes criminales y su implementación por las fuerzas armadas alemanas. Tropas de una cruzada ideológica fue uno de los primeros trabajos que desafió el mito de una Wehrmacht "limpia", o inocente, que mostraba a unas fuerzas armadas alemanas libres de culpa de los crímenes cometidos. El libro provee de evidencias que los autores describen como la "terrorífica integración del ejército en los programas de exterminio y las políticas de exterminio de Hitler".
Sus investigaciones refutan las teorías de que los generales de la Wehrmacht no conocían las actividades de los Einsatzgruppen y que, cuando las conocieron, se opusieron a ellas. El libro provee como ejemplo la Conferencia de Orsha de noviembre de 1941 organizada por Franz Halder, jefe del Alto Mando del Ejército (Oberkommando des Heeres) para hablar del curso de la Batalla de Moscú. En la conferencia, los generales dijeron que las actividades de los Einsatzgruppen "valían su peso en oro" para las tropas de combate porque garantizaban la seguridad en la retaguardia de sus ejércitos. El historiador alemán Norbert Frei escribió:

Aparte de la historia actual de la persecución de los judíos y del papel ignorado del sistema judicial como instrumento de terror, el ejemplo más escandaloso fue, ciertamente, la indignante indiferencia sobre la participación de la Wehrmacht en el asesinato de judíos en Europa del Este, aunque esto ya había sido establecido como un hecho por los Juicios de Núremberg y ha permanecido alojado en la conciencia histórica fuera de Alemania. Sin embargo, dentro de Alemania, desde principios de la década de 1950, los círculos militares (los llamados Kreise) fueron tan efectivos en la supresión de esta información que no fue hasta principios de la década de 1980 cuando los historiadores pudieron comenzar a exponer su participación, evento que se encontró con protestas tormentosas.